# Wutun
Wutun (čínsky 五屯话, pchin-jin Wǔtún) je smíšený kreolizovaný jazyk, vycházející z čínštiny (mandarínské), mongolštiny a tibetštiny. Jazyk vznikl smíšením čínštiny a jazyka bonan. Jazyk bonan je smíšený jazyk, mix tibetštiny a mongolštiny. Jazyk má gramatiku mongolského typu, většina slov pochází z čínštiny. Celý jazyk je pak ovlivněn tibetštinou.

## Mluvčí jazyka wutun
Jazykem wutun mluví asi 4000 lidí. Používá se v Číně, v provincii Čchin-chaj (v okrese Tongren). Používá se ve dvou vesnicích (vesnice Horní Wutun a Dolní Wutun). Jazykem mluví lidé klasifikováni jako příslušníci etnika Tu, ovšem oni sami sebe identifikují jako Tibeťany.

## Příklady

### Číslovky
| Wutun  | Česky |
| ji˥˩   | jeden |
| ɣɤ˥˩   | dva   |
| san˩˥  | tři   |
| sɯ˥˩   | čtyři |
| wu˩˥   | pět   |
| liɤ˩˥  | šest  |
| tɕʰi˩˥ | sedm  |
| pa˩˥   | osm   |
| tʲɯ˩˥  | devět |
| ʂɯ˨˦   | deset |